# Einheitsverband für das Baugewerbe
Der Einheitsverband für das Baugewerbe (EVfdB) war eine 1931 gegründete kommunistische Gewerkschaft, die auch nach der Machtübernahme Hitlers im Frühjahr 1933 im Widerstand gegen den Nationalsozialismus aktiv war.

## Entstehung und Ausrichtung
Der EVfdB entstand zunächst auf lokaler Ebene in Berlin am 29. März 1931. Ähnlich wie der Einheitsverband der Metallarbeiter Berlins ging der Verband aus einer linksradikalen gewerkschaftlichen Bewegung vor dem Hintergrund der Politik der Revolutionären Gewerkschafts-Opposition (RGO) und den Bestrebungen der KPD, eine Massenbewegung in den Betrieben aufzubauen, hervor. Nach dem EVMB und dem EVBD war der EVfdB der dritte größere „rote Verband“, der von der RGO gegründet wurde. Der EVfdB verstand sich – wie alle „roten Verbände“ – als klassenkämpferische bzw. revolutionäre Gewerkschaft, die in erster Linie Streiks zur Abwehr von Lohnkämpfen und Verschlechterungen der Arbeitsbedingungen zu politischen Massenstreiks transformieren sollte. Dieses Ziel misslang jedoch. Nach Angaben von Stefan Heinz setzte sich der Verband anfangs hauptsächlich aus ausgeschlossenen Mitgliedern der vor allem in Berlin 1929/30 durch Anwendung der RGO-Politik von den Freien Gewerkschaften abgespaltenen Branchenteile des Deutschen Baugewerksbundes zusammen (Rohrleger, Zimmerer, Bauanschläger und Steinarbeiter).

## Gewerkschaftspolitische Entwicklung
Im April 1931 wurden – nach Angaben von Stefan Heinz – im Ruhrgebiet und danach auch in anderen Regionen weitere "rote Bauarbeiterverbände" auf lokaler Ebene geschaffen, die sich am 2./3. Oktober 1931 zu einem Einheitsverband der Bauarbeiter Deutschlands (EVdBD) zusammenschlossen. Im Dachverband sollen Ende 1931 bis zu 29.775 Mitglieder organisiert gewesen sein. Obgleich sich der EVfdB tatsächlich über mehrere Teile des Reichsgebietes erstreckte, gab es ernsthafte Strukturen ausschließlich in größeren Städten Deutschlands. 
EVfdB-Mitglieder waren nicht nach dem Betriebsprinzip, sondern wegen des Wechsels der Baustellen in "Einheiten" organisiert, die sich nach dem Wohngebietsprinzip aufteilten. Der Erwerbslosenanteil unter den organisierten Mitgliedern soll besonders hoch gewesen sein – auch im Vergleich zu anderen Baugewerkschaften, die besonders unter den Bedingungen der Weltwirtschaftskrise unter der Arbeitslosigkeit zu leiden hatten. Der Erwerbslosenanteil der "roten Bauarbeiterverbände" soll Ende 1931 bei bis zu 85 Prozent gelegen haben. Es gelang dem EVfdB bzw. EVdBD nicht, eine revolutionäre Entwicklung durch eine radikale Streiktaktik einzuleiten. Viele Mitglieder verließen den Verband enttäuscht. In Berlin hatte der Verband aber eine besonders radikale Anhängerschaft, die fest zu den Zielen des Verbandes stand. Diese Mitglieder waren stark anti-nationalsozialistisch und anti-sozialdemokratisch ausgerichtet, weshalb der EVfdB Konflikte mit SPD-Mitgliedern und Mitgliedern der Freien Gewerkschaften auszufechten hatte.

## Widerstand gegen den Nationalsozialismus
Nach der Machtübernahme der Nationalsozialisten betätigten sich eine Reihe Mitglieder und Funktionäre im Widerstand gegen den Nationalsozialismus. Bis Mitte 1934 gab es Versuche, den EVfdB als kommunistische gewerkschaftliche Organisation unter den Bedingungen der Illegalität zu erhalten. Viele Widerständler wurden verhaftet und mussten Repressalien der Nationalsozialisten erdulden. Im Spätherbst 1933 sollen allein in Berlin mehr als 600 Mitglieder unter den Bedingungen der Illegalität im EVfdB organisiert gewesen sein. Anfang 1934 kam es zu einer größeren Verhaftungswelle gegen tatsächliche und vermeintliche Mitglieder des EVfdB. Die Repression schwächte den illegalen Verband erheblich. Wie alle "roten Verbände" – 
insbesondere der EVMB – betrieb der EVfdB eine radikale Gewerkschaftsarbeit, die sowohl gegen die Sozialdemokratie als auch die NS-Bewegung gerichtet war. Aus diesem Grund entstanden Konflikte mit der KPD. Der EVfdB wurde wie der EVMB von der KPD 1934 zur linkssektiererischen "Abweichung" erklärt, die zu bekämpfen sei.